# Frederik Ludvig Danneskiold-Laurvig
Frederik Ludvig lensgreve Danneskiold-Laurvig (eller -Laurwigen) (15. maj 1717 – 12. august 1762 i Lübeck) var en dansk officer, greve til Grevskabet Laurvig, herre til Dorwerth, Herzhorn, Varel, Kniphausen, Skjoldenæsholm, Merløsegård mm.
Han var en søn af Ferdinand Anton Danneskiold-Laurvig. Kun 18 år gammel blev han 1735 udnævnt til kammerherre og kaptajn ved Grenaderkorpset, men blev året efter forsat til Garden til Fods. Den unge greve levede meget ved hoffet og avancerede efterhånden fremad, samtidig med at han modtog mange kongelige nådesbeviser. 1738 blev han oberstløjtnant af infanteriet, 1743 hvid ridder, 1746 generaladjudant hos kongen og premiermajor ved garden, 1747 oberst af infanteriet, 1749 fik han rang med gehejmeråder og blev chef for Kongens Livregiment i København, indtil han endelig 1753 blev udnævnt til kommandør for Livgarden efter Heinrich Sigismund Castoniers afgang. Da hans fader døde 1754, blev han desuden overstaldmester og arvede grevskabet og godserne. Året efter blev han generalmajor og fik 1757 ordenen l'union parfaite.
Under de store udrustninger i de påfølgende år, der truede stærkt med krig for Danmark, var Danneskiold-Laurvig meget beskæftiget med at tilvejebringe heste til hæren, og da krigen endelig udbrød 1762, blev han udnævnt til generalløjtnant og fulgte hæren som chef for 1. brigade af 1. division, da den under Claude Louis de Saint-Germain rykkede ind i Mecklenburg. Få måneder efter, at armeen havde fået ordre til at rykke tilbage, døde greven i Lübeck, 12. august 1762.
Han blev gift 25. august 1744 med Anna Joachimine Ahlefeldt, dame de l'union parfaite, datter af gehejmeråd Hans Adolph Ahlefeldt. Da de ingen børn efterlod sig, gik grevskabet og godserne over til broderen, admiral Christian Conrad Danneskiold-Laurvig. En temmelig betydelig stiftelse, Larvik Hospital, som var blevet stiftet af deres fader, blev ombygget og udvidet af Frederik Ludvig, og han efterlod den ved sin død en lige så stor sum penge, som i sin tid var den tillagt af stifteren.